# Catedrala Ortodoxă din Orăștie

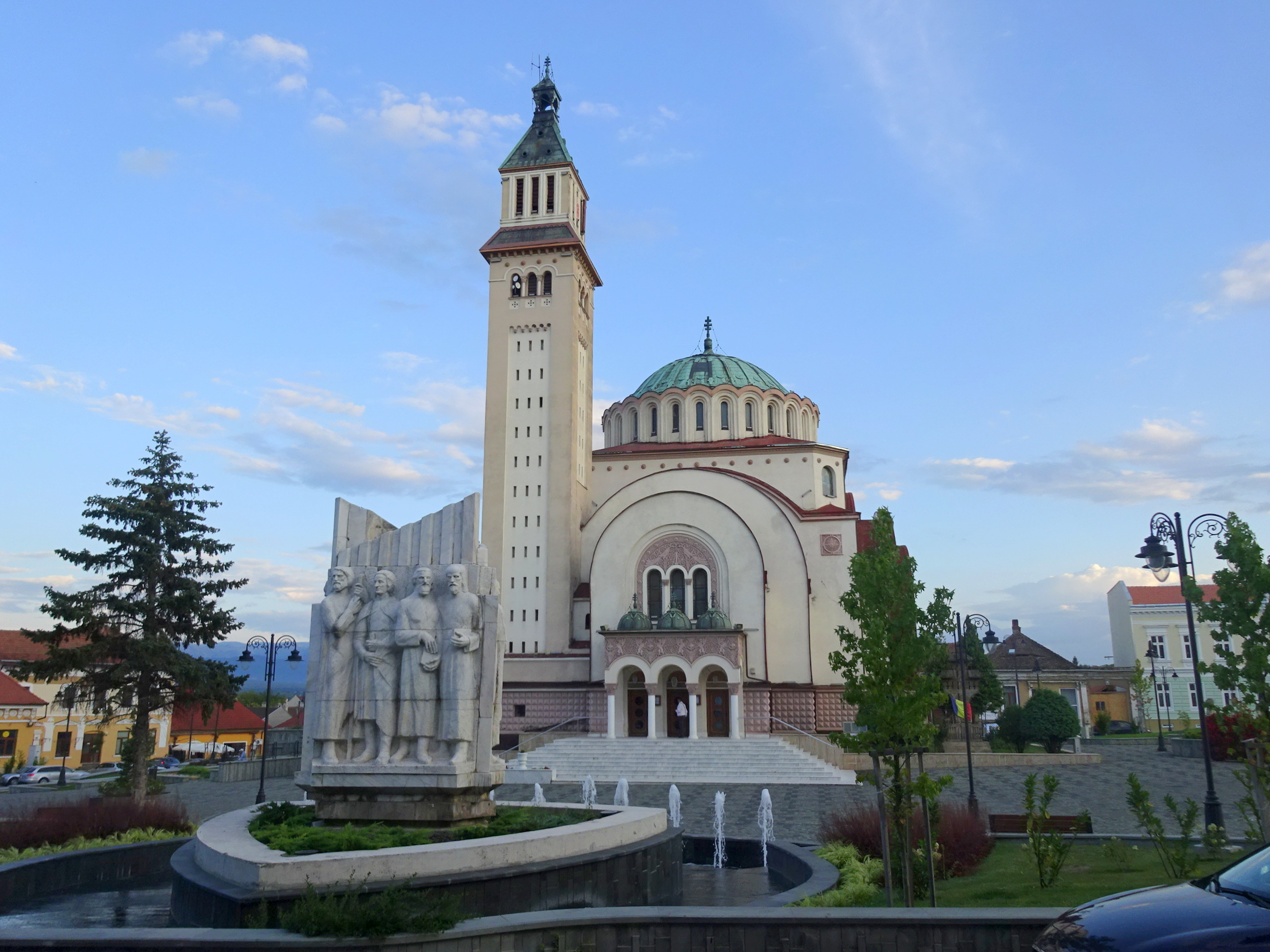
Catedrala Ortodoxă din Orăștie (august 2024)

Catedrala Ortodoxă din Orăștie (cu hramul Sfinții Arhangheli Mihail și Gavriil) este situată în Piața Victoriei nr.1. Deservește parohia Orăștie I, parohie ce ocupă o treime din suprafața orașului și are sub oblăduire spirituală peste 2900 de familii.

## Istoric și trăsături
Dominând centrul urbei, biserica „Sfinții Arhangheli Mihail și Gavriil” a fost ridicată, la inițiativa și în timpul păstoririi protopopului ortodox Ioan Moța (cunoscut gazetar și om politic, luptător pentru realizarea Marii Uniri), între anii 1936 și 1943, cu sprijinul financiar al Băncii „Ardeleana” din Orăștie, al Băncii Naționale a României, al Societății „Mica” din Brad, al Liceului „Aurel Vlaicu” și Regimentului 92 Infanterie din Orăștie. Este un lăcaș de cult de proporții monumentale, în plan „cruce greacă”, construit de Întreprinderea „Tiberiu Eremia” din București. Îmbinând elemente ale arhitecturii bizantine, romanice și gotice, arhitectul George Cristinel a realizat un edificiu unic în spațiul românesc, a cărui notă distinctă o reprezintă turnul impunător, prevăzut cu cinci clopote mari de bronz, adosat peretelui nordic al pronaosului. Ca materiale de construcție s-au folosit betonul armat și cărămida refractară de Sântimbru, iar la tencuială terasitul. Cupola centrală amplă este acoperită cu tablă. Sfințirea s-a făcut la 2 septembrie 1945 de către mitropolitul Nicolae Bălan al Ardealului.

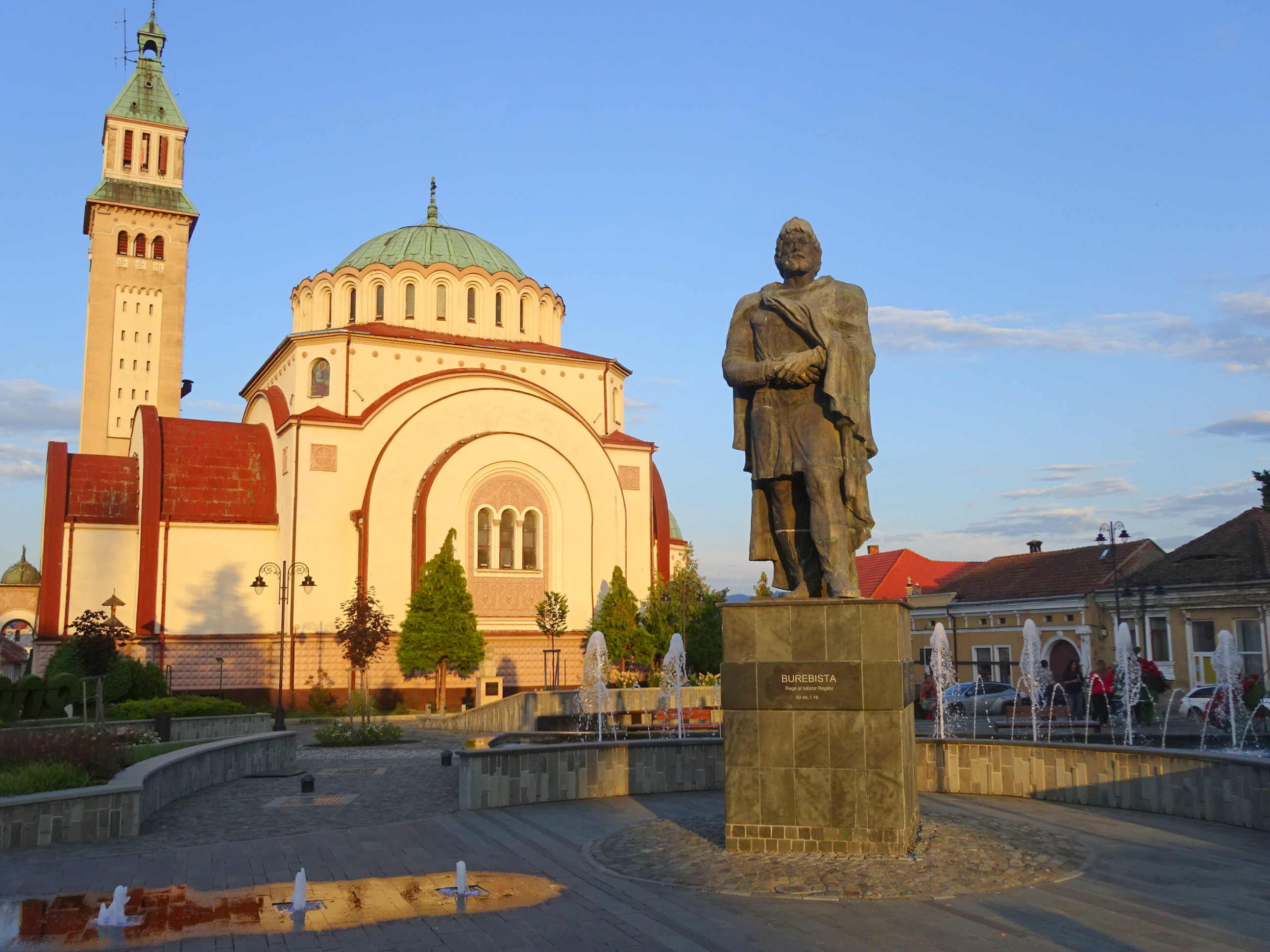
Catedrala și statuia regelui geto-dac Burebista

Suprafața interioară a pereților a fost împodobită iconografic în tehnica „frescă”, în stil neobizantin, în anii 1943-1945, de pictorul Dumitru Belizarie din București; deteriorat, decorul mural al pridvorului și al pronaosului s-a reînnoit în anii 2000-2001 prin penelul lui Ioan Preduț din Orăștie. Tâmpla și candelabrul, din lemn de tei alb, nuc și paltin, realizate de sculptorul Anghel Dima din București, au fost poleite cu șlagmetal de Dimitrie Rădulescu.
Clopotele au fost turnate în bronz la Sibiu, iar valoarea lor a fost în 1939, de 575000 lei. Biserica mai este înzestrată și cu două toace, una de lemn și cealaltă, mai mică, de fier.
Ultimele reparații s-au executat în anii 1984, 1993 și 2008.

## Imagini

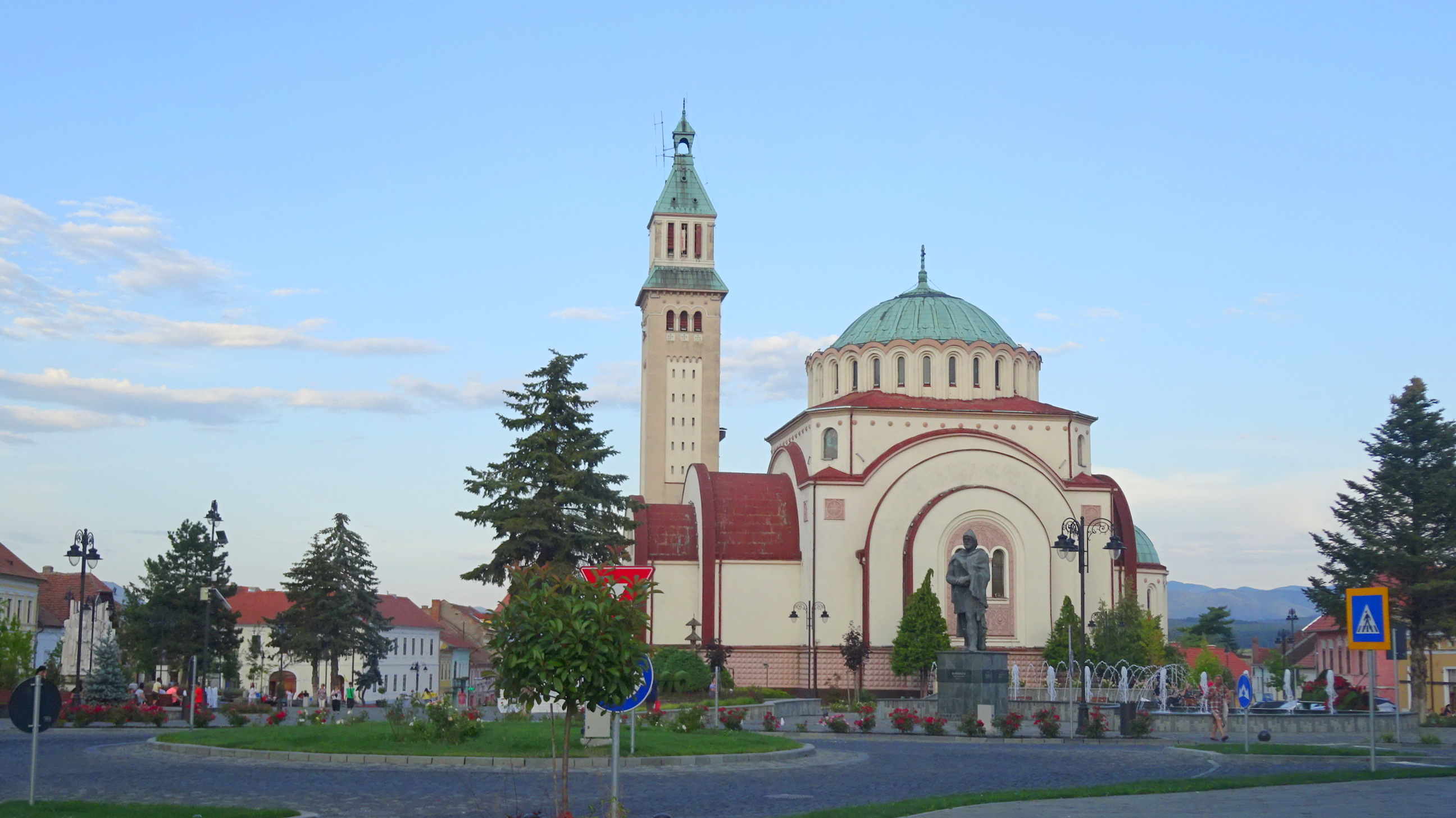
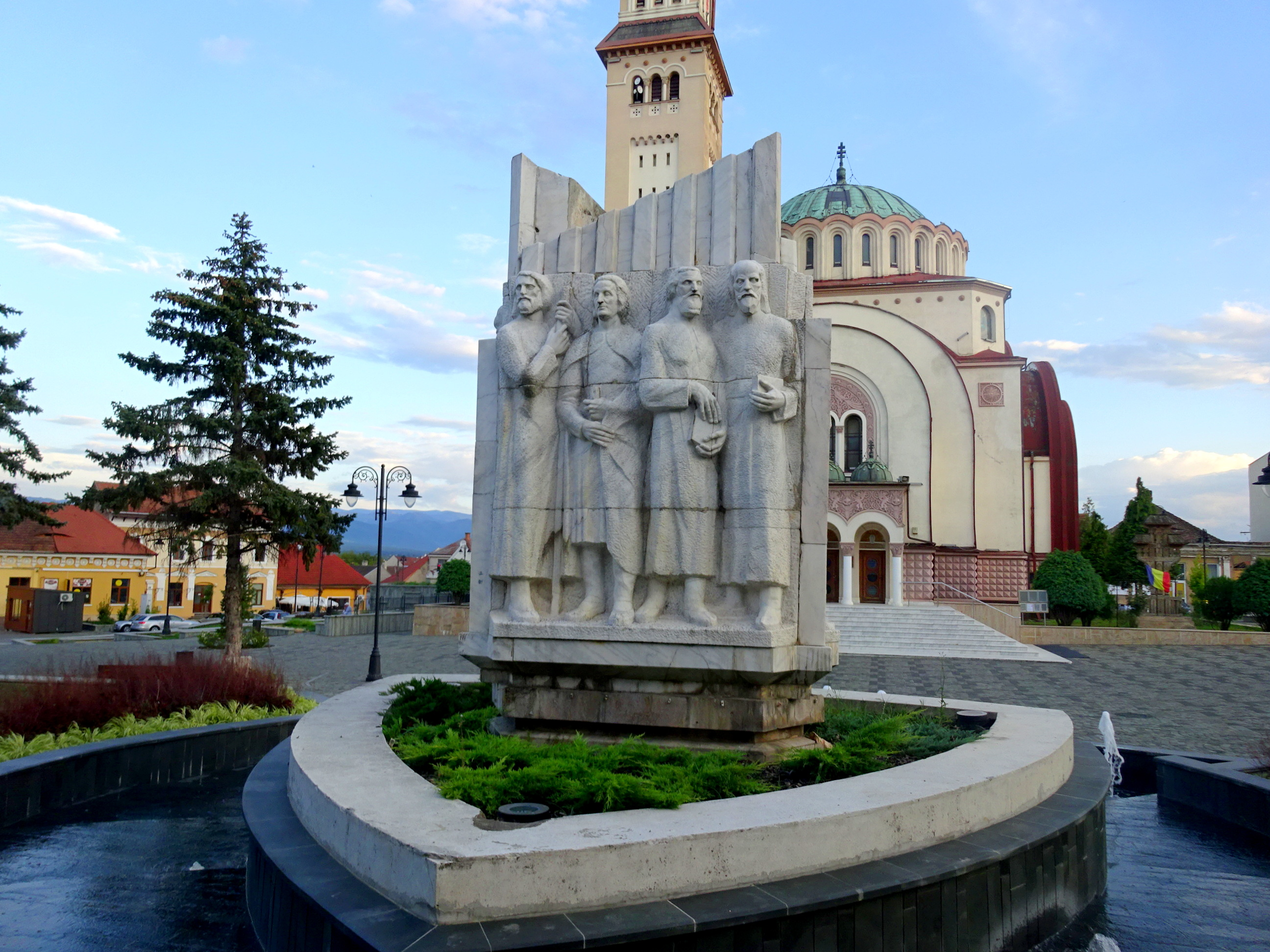
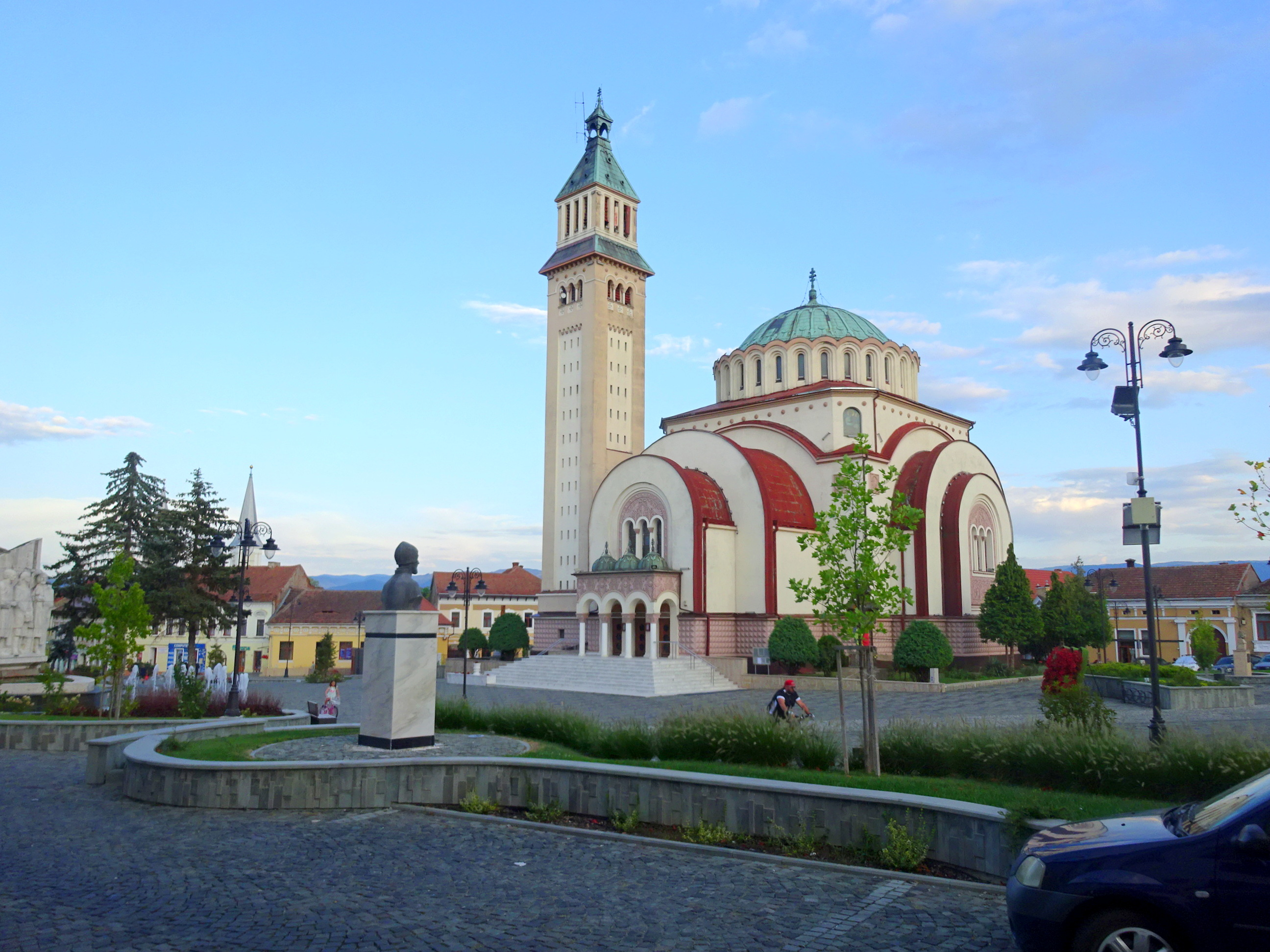
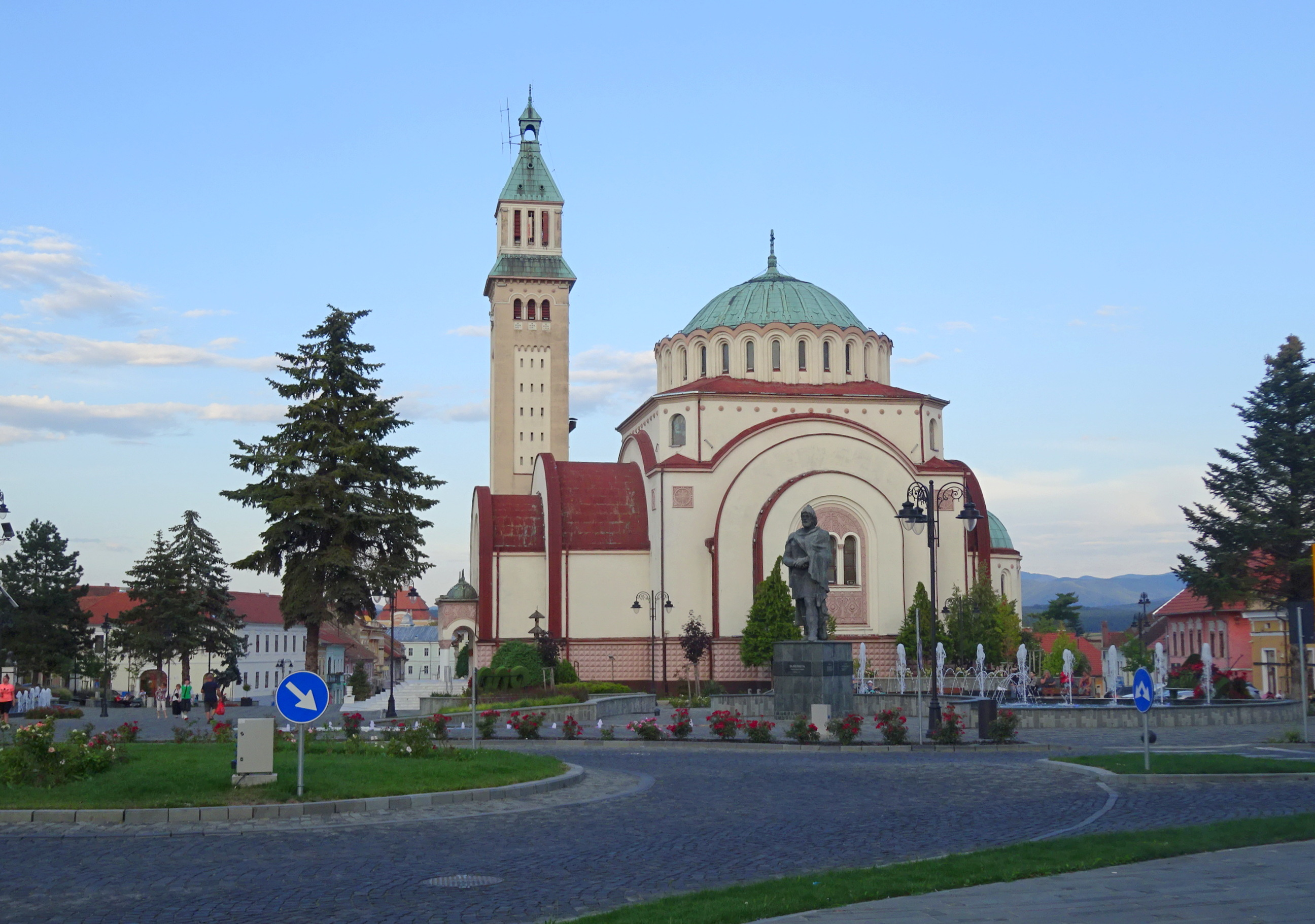